# シビル・ウォー/キャプテン・アメリカ
『シビル・ウォー／キャプテン・アメリカ』（原題: Captain America: Civil War）は、マーベル・コミックのキャラクター「キャプテン・アメリカ」をベースにした2016年のアメリカのスーパーヒーロー映画。マーベル・スタジオが製作、ウォルト・ディズニー・スタジオ・モーション・ピクチャーズが配給する、『キャプテン・アメリカ/ザ・ファースト・アベンジャー』（2011年）、『キャプテン・アメリカ/ウィンター・ソルジャー』（2014年）の続編であり、「マーベル・シネマティック・ユニバース（MCU）の第13作目である。アンソニーとジョー・ルッソ兄弟が監督、クリストファー・マルクス、スティーヴン・マクフィーリーが脚本を務め、クリス・エヴァンス、ロバート・ダウニー・ジュニア、スカーレット・ヨハンソン、セバスチャン・スタン、アンソニー・マッキー、ドン・チードル、ジェレミー・レナーらが出演する。
MCUのフェーズ3の1作目として、2016年5月6日に米国で公開された。批評的、興行的にも成功を収め、全世界で11億ドル以上の興行収入を記録し、演技（特にエヴァンスとダウニー）、アクションシーン、脚本、テーマなどが高く評価された。2016年の最高興行収入を記録し、歴代12番目の興行収入を記録した。

## ストーリー
ソコヴィアでのウルトロンとの戦いから約1年後、ヒドラの残党ブロック・ラムロウのテロ計画を阻止するため、スティーブ・ロジャース率いるアベンジャーズがナイジェリアの都市ラゴスに出撃する。計画を阻止されたラムロウはスティーブを道連れに自爆を図るが、それを阻止しようとしたワンダの行動により一般市民に犠牲者が出てしまう。アベンジャーズはこの件で国際法違反の自警団ではないかと国際社会から批判を浴びる。同じ頃、トニー・スタークもソコヴィアで犠牲となった青年の母親から叱責され、ウルトロンの一件を猛省する。
アベンジャーズを国際連合の管理下に置くことを規定とする「ソコヴィア協定」が、世界各国の支持を得る。米国務長官サディアス・ロスは行方不明になっているソーとブルース・バナーを除くアベンジャーズのメンバーに協定への署名を求め、トニーとジェームズ・"ローディ"・ローズ、ヴィジョン、ナターシャはこれに賛同するが、スティーブは「自分で判断する権利と責任が奪われる」という主張から署名を拒否し、サムとワンダはそれに同調する。そんなとき、かつての恋人であったペギー・カーターの訃報を聞いたスティーブは彼女の葬儀に出席し、そこで再会したエージェント13がペギーの姪シャロンであることを知る。
ウィーンで行われたソコヴィア協定の署名式で爆破テロが発生し、演説中だったワカンダ王国国王ティ・チャカが死亡する。監視カメラの映像からバッキー・バーンズが犯人として国際指名手配を受け、ワカンダの王子ティ・チャラは彼へ復讐を誓う。スティーブとサムは単独でブカレストに潜伏中のバッキーに接触するが、間もなくして隠れ家が警察特殊部隊に急襲され、スーツを着たティ・チャラも現れ戦闘になる。そこにローディがウォーマシンで飛来し、バッキーを含む4人を逮捕する。
トニーは4人が収容された対テロ共同対策本部を訪れ、ソコヴィア協定に署名するようスティーブを再度説得するも拒否される。同じ頃、精神鑑定医を装い施設に潜入したヘルムート・ジモがバッキーと接見し、彼を再び洗脳状態に戻す。ウィンター・ソルジャーと化したバッキーは逃走を図るが、スティーブとともに川に落下し行方不明、騒動に乗じてサムも脱走する。サディアスはトニーに、スティーブたちの身柄を確保するよう最後通告する。トニーはニューヨークで動画サイトに上がっていた映像から、ピーター・パーカーを仲間に引き入れる。
洗脳から覚めたバッキーは、自分以外にもウィンター・ソルジャーが存在し、現在もシベリアの施設に冷凍保存されていることを明かす。3人は、ジモの狙いが残りのウィンターソルジャーを復活させ更なるテロ攻撃を行うことだと推理する。シャロンの手引きで装備を取り戻した3人は、クリント・バートン、ワンダ、そしてスコット・ラングを仲間に引き入れ航空機を奪ってシベリアに飛ぶ計画を立てる。
スティーブらの動きを察知したトニーは空港を封鎖し、ナターシャらを従え空港で彼らを待ち受ける。スティーブはジモの計画の件を話すがトニーは聞く耳を持たず、遂に両陣営は総力で激突する。激戦の中、ナターシャがスティーブ側に寝返り、スティーブとバッキーは離陸に成功する。スティーブに協力した者たちは逮捕され、ラフト刑務所に収監される。トニーは独自の捜査で真犯人がジモだったことを突き止め、単独でシベリアに向かい、それを察知したティ・チャラもトニーを追う。シベリアの施設でスティーブ、バッキーとトニーは一時休戦し、共にジモを捕らえるため施設内を捜索するが、冷凍保存されていたウィンター・ソルジャーらはジモによって既に全員殺害されていた。ジモはさらに、かつてトニーの両親を殺害した犯人がバッキーであったことを明かす映像を放送する。激昂したトニーはバッキーを攻撃しようとするがスティーブがそれを阻止し、乱戦が開始される。
その隙に施設の外に出たジモの前にティ・チャラが現れる。ジモもまたソコヴィアで家族を失いアベンジャーズへの復讐を誓った男だったことを知ったティ・チャラは、彼を殺害せずに逮捕する。スティーブは敗北寸前まで追い詰められるも、バッキーの助けが起点となりトニーのリアクターをシールドで破壊することで戦いに勝利した。トニーは「父の作ったシールドをお前が持つ資格はない」と叫ぶ。スティーブはシールドを置き、左腕を失ったバッキーとともにティ・チャラの手引きを受けワカンダへ渡る。バッキーは自身の洗脳を解く方法が見つかるまで冷凍睡眠へ戻ることを自ら選択する。

## 登場人物・キャスト
スティーブ・ロジャース / キャプテン・アメリカ
演 - クリス・エヴァンス、日本語吹替 - 中村悠一
第二次世界大戦末期に母国アメリカを救って消息を絶ち、70年後の現代で蘇った伝説の超人兵士。戦いの中で犠牲者を出すことへの責任やソコヴィア協定の賛否問題とペギー・カーターの訃報などに不安定な心境となりながらも、親友のバッキーがテロの嫌疑をかけられたため、彼の無実を証明するために奔走する。
トニー・スターク / アイアンマン
演 - ロバート・ダウニー・Jr、日本語吹替 - 藤原啓治
巨大複合企業“スターク・インダストリーズ”会長にして大富豪の天才発明家兼慈善家。自らが発明したパワードスーツを装着して“アイアンマン”として戦い、アベンジャーズの活動資金の提供や、新装備の開発も一手に担当する。
ソコヴィアでの事件以降、戦線から退いて奨学金給付活動などに精を出していたが、これまでの戦いで犠牲者を出した自責の念からソコヴィア協定に賛成の立場を取り、スティーブと対立することになる。
ナターシャ・ロマノフ / ブラック・ウィドウ
演 - スカーレット・ヨハンソン、日本語吹替 - 米倉涼子
元S.H.I.E.L.D.エージェントであった女スパイ。本作では、休職中のトニーに代わってアベンジャーズの共同リーダーを務め、チーム存続のためにソコヴィア協定賛成の立場をとる。
ジェームズ・ブキャナン・“バッキー”・バーンズ / ウィンター・ソルジャー
演 - セバスチャン・スタン、日本語吹替 - 白石充
第二次世界大戦中に行方不明になり、“ヒドラ”によって同組織の暗殺者“ウィンター・ソルジャー”に改造・洗脳された、スティーブの相棒にして、子ども時代からの親友。徐々に過去の記憶と人格を取り戻しているが、本作では、かつてヒドラの命令でスターク夫妻を暗殺したことが明らかになる。
インサイト計画の一件以降行方を眩まし、一般市民に紛れて暮らしていたが、ウィーンでの爆破テロ事件の嫌疑を懸けられたことから、長い逃避行に追い込まれる。
サム・ウィルソン / ファルコン
演 - アンソニー・マッキー、日本語吹替 - 溝端淳平
アベンジャーズの一員である、高性能ウィング・パックを駆使する元落下傘兵にして、現代におけるスティーブの親友兼相棒。本作では多くの場面でスティーブに同行し、助力を尽くして活躍する。
ジェームズ・“ローディ”・ローズ / ウォーマシン
演 - ドン・チードル、日本語吹替 - 目黒光祐
アベンジャーズの一員である、アメリカ空軍大佐にしてトニーの親友兼相棒。本作では“ウォーマシン・アーマー マーク3”を装着して戦い、アベンジャーズの中でただ1人迷うことなくソコヴィア協定に賛成する姿勢を貫く。
クリント・バートン / ホークアイ
演 - ジェレミー・レナー、日本語吹替 - 宮迫博之
元S.H.I.E.L.D.のベテランエージェントにして、優れた洞察力を持つ弓術の達人。
ソコヴィアでの戦いの後、愛する家族のためにアベンジャーズを脱退。ヒーローとしても引退することを決めたが、スティーブたちの危機を知り、彼の救援依頼に承諾し、戦線復帰する。
ティ・チャラ / ブラックパンサー
演 - チャドウィック・ボーズマン、日本語吹替 - 田村真
超文明国家“ワカンダ”の王子。ティ・チャカの息子にして国の秘密を守護する戦士“ブラックパンサー”でもある。
ソコヴィア協定の署名式での爆破テロで父を失い、その容疑者であるバッキーへの復讐を目的に参戦。後にナターシャにスカウトされてトニーたちに加勢し、空港での大乱戦に臨む。
ヴィジョン
演 - ポール・ベタニー、日本語吹替 - 加瀬康之
トニー/アイアンマンの元サポートAI“J.A.R.V.I.S.”だった究極の人造人間で、アベンジャーズの一員。自らの能力に悩むワンダを気にかけはじめており、彼自身も額のマインド・ストーンの超常的な力を恐れている。
これまでの戦いによる被害を独自に分析した上で、ソコヴィア協定は妥当と判断して調印を決意し、後にワンダやスティーブたちを止めるためトニーたちに加勢する。
ワンダ・マキシモフ / スカーレット・ウィッチ
演 - エリザベス・オルセン、日本語吹替 - 行成とあ
強力なテレキネシスとマインドコントロール能力を得た"ソコヴィア”出身の強化人間で、アベンジャーズの一員。本作では自身の力の強大さと冒頭の戦いの過失から、たびたび苦悩している様子が描かれる。
ソコヴィア協定への調印には保留を表明し、ヴィジョンと仲を深め合うが、自分が軟禁されていることに気づき、自ら行動することを決意してスティーブたちに加勢する。
スコット・ラング / アントマン / ジャイアントマン
演 - ポール・ラッド、日本語吹替 - 木内秀信
優秀な元システムエンジニアにして、“アントマン”（2代目）となった泥棒。アベンジャーズ・コンパウンドに侵入してサムと戦闘した縁からスカウトされ、スティーブたちに加勢する。
シャロン・カーター / エージェント13
演 - エミリー・ヴァンキャンプ、日本語吹替 - 御沓優子
元“S.H.I.E.L.D.”のエージェントであるCIAエージェント。本作では対テロ共同対策本部に籍を置く。
本作の制作の初期段階ではキャプテン・アメリカ陣営だった。
ピーター・パーカー / スパイダーマン
演 - トム・ホランド、日本語吹替 - 榎木淳弥
本作の約半年前頃から、生活圏であるニューヨークのクイーンズで“スパイダーマン”と名乗って自警活動を行っていた高校生。特殊なクモに噛まれた影響でクモのさまざまな能力を有している。トニーにスカウトされて彼に協力し、空港での大乱戦に臨む。
トニーが彼をチームに引き入れた理由は、彼の戦闘法が相手を傷付けずに捕縛することに長けていたため。本人の希望とトニーの配慮で他のヒーローたちにその素性は伏せられている。
メイ・パーカー
演 - マリサ・トメイ、日本語吹替 - 安藤麻吹
ピーター・パーカーの叔母。実の親子同然に彼とクイーンズで長年暮らしているが、ピーターがスパイダーマンとして自警活動してることは知らない。訪問してきたトニーを迎え入れる。
ティ・チャカ
演 - ジョン・カニ、日本語吹替 - 佐々木敏
ワカンダの国王で、ティ・チャラの父。ウィーンでのソコヴィア協定の署名式で、演説中に爆破テロに遭い、息子に抱かれて絶命する。
ハワード・スターク
演 - ジョン・スラッテリー、日本語吹替 - 仲野裕
トニーの実父であり、スターク・インダストリーズの創始者にして、S.H.I.E.L.D.創設者兼幹部の一人。本作でその死の真相が明かされる。
マリア・スターク
演 - ホープ・デイヴィス、日本語吹替 - 泉裕子
ハワードの妻で、トニーの母。本作の時点では故人。本作で夫と共に最期を迎えていたことが明かされる。
ミリアム・シャープ
演 - アルフレ・ウッダード、日本語吹替 - 佐藤しのぶ
国務省の人事部門に勤務する女性。息子がソコヴィアでの戦闘に巻き込まれて死亡したことからトニーを糾弾する。
ヴァシリー・カルポフ
演 - ジーン・ファーバー、日本語吹替 - 山岸治雄
元ロシア軍大佐である、ヒドラの一員。現代ではクリーヴランドの自宅に潜伏していたが、ジモの襲撃を受けて水死する。
F.R.I.D.A.Y. （フライデー）
声 - ケリー・コンドン、日本語吹替 - 安井絵里
トニー/アイアンマンが所有するサポートAI。

配送員
演 - スタン・リー、日本語吹替 - 高桑満
フェデックスの老配送員。物語のラストで、トニーにスティーブからの小包を手渡す。
ブロック・ラムロウ / クロスボーンズ
演 - フランク・グリロ、日本語吹替 - 水内清光
S.H.I.E.L.D.の特殊部隊“S.T.R.I.K.E.”のリーダーでありながら、その正体はヒドラの戦闘員だった男。現在は武器商人兼傭兵の“クロスボーンズ”として活動しており、スティーブを激しく憎悪し、彼の抹殺に執念を燃やす。
エヴェレット・K・ロス
演 - マーティン・フリーマン、日本語吹替 - 森川智之
対テロ共同対策本部の副司令官で、シャロンの上司。爆破テロ事件の容疑者となったバッキーに対する捕獲作戦指揮を執る。
サディアス・“サンダーボルト”・ロス
演 - ウィリアム・ハート、日本語吹替 - 菅生隆之
かつてアメリカ陸軍将軍時代に、 ブルース・バナー / ハルクの力を軍事利用しようとしたアメリカ国務長官。ソコヴィア協定による超人たちの管理を強く求めて、アベンジャーズにも協定への署名を迫る。
ヘルムート・ジモ
演 - ダニエル・ブリュール、日本語吹替 - 内田夕夜
元ソコヴィアの特殊暗殺部隊“エコー・スコーピオン”の隊長を務めていた男で、今回の一件の黒幕。1年前にウルトロンが引き起こしたソコヴィアの戦いで家族が犠牲となったことでアベンジャーズを逆恨みして復讐を決意し、彼らを同士討ちさせて内部崩壊させる計画を立案。そのために各地で暗躍する。

## 設定・用語

### 武装・アイテム・テクノロジー

#### アベンジャーズ
キャプテン・アメリカの装備
トレードマークの“キャプテン・アメリカの盾”、“ユニフォーム（トニー・スターク製の2着目）”、ワイヤー射出器を装備・駆使する。

アイアンマンのツール・ビークル
パワードスーツの“アイアンマン・アーマー マーク46”と、多機能ツールである腕時計とサングラスを駆使する。

F.R.I.D.A.Y.（フライデー）
ソコヴィアでの戦闘から、J.A.R.V.I.S.に代わってトニーをサポートするAI。
ブラック・ウィドウの武器
万能リストバンドの“ウィドウズ・バイト”や、“テイザー・ディスク”、電気ショック機能搭載のトンファーを駆使する。

ファルコンの装備
高性能ウィングパックの“EXO-7ファルコン マーク2”、“スマート・ゴーグル（トニー・スターク製）”、ステアーSPP、ドローンの“レッドウィング”を装備・駆使する。

ウォーマシン・アーマー マーク3
本作においてローディが装着するパワードスーツ。
ホークアイの武器
万能矢の“トリック・アロー”と、対となる特殊機能付きリカーブボウ、警棒を駆使する。

クインジェット
アベンジャーズが保有する特殊航空機。

#### その他のヒーロー
ウィンター・ソルジャーの装備
左義手の“サイバネティック・アーム”、“円盤状手榴弾”、M249 パラトルーパーを駆使する。

ブラックパンサーのツール・ビークル
黒豹モチーフの“ブラックパンサー・スーツ（旧スーツ）”、“ロイヤル・リング”、“ブラックパンサーのジェット機”を装備・操縦する。

アントマンのツール
新型スーツの“アントマン・スーツ マーク2”、“ヘルメット（マーク2用）”、“ピム粒子ディスク（拡大用）”を装備・駆使する。

スパイダーマンのツール
トニーが開発しピーターに貸与された“ハイテク・スーツ”と“ウェブ・シューター（トニー・スターク製）”を装備・駆使する。

#### ヴィラン
クロスボーンズのボディアーマー
ラムロウがテロ実行と身体の火傷を覆い隠すために用いる装甲服。
コードブック
かつてヒドラのシベリア基地に保管されていたノート。ウィンター・ソルジャーに関する情報までが記載されており、ジモはこれを奪って復讐計画に利用する。

### 条約・制度
ソコヴィア協定
超人たちやヴィランによる活動と戦闘で、世界各地に多大な被害が被られ続けたことを受けて、国連委員会が提唱した協定書。この協定の登場は、アベンジャーズの内乱を引き起こす一端となる。
セプテンバー資金奨学金
“スターク・インダストリーズ”CEOのペッパー・ポッツが代表となって設けられた、MITの研究生たちへの奨学金制度。

### 組織・国家・施設
対テロ共同対策本部
エヴェレットが副司令官を務め、シャロンも所属する国際的特殊治安維持部隊。テロの嫌疑がかかったバッキーを捕らえる。

#### アメリカ合衆国
ニューヨーク州
アベンジャーズ・コンパウンド
ニューヨーク州北部にあるスターク・インダストリーズの倉庫を改装した、アベンジャーズの新本部施設。
ロングアイランド
ニューヨーク南東部に浮かぶアメリカ最長の島。かつてこの島の森林道路で、ヒドラに洗脳された状態のバッキーがハワードとマリアのスターク夫妻を暗殺した。
クリーブランド
オハイオ州北東部に位置する都市。元ヒドラだったカルポフはこの街の一角の住居に潜伏していたが、彼が持つコードブックを狙うジモの奇襲を受けてしまう。

#### イギリス
ロンドン
イギリスの首都で、ペギーはこの街で生まれ育った。ソコヴィア協定の署名式直前には彼女が気に入っていたこの街の大聖堂で葬儀がしめやかに行われる。

#### ドイツ
対テロ共同対策本部庁舎
ベルリンに置かれている対テロ共同対策本部施設。
国際連合ウィーン事務局
ウィーンにある国連の事務所。ソコヴィア協定の制定時に、ここで署名式が催されたが、ジモの陰謀で爆破テロが発生し、多数の犠牲者が出る。
ライプツィヒ・ハレ空港
ザクセン州に位置する国際空港。スティーブたちはここからジモの後を追おうとしたが、トニーに妨害された。その結果、ヒーローたちの激しい大乱闘の舞台となり、空港内の設備や車両・旅客機などが多数破壊され、大きな被害が出る。

#### ルーマニア
ブカレスト
S.H.I.E.L.D.壊滅と同時に行方を晦ましたバッキーが一般市民に紛れて暮らしていた都市。後にウィーンでのテロ実行の嫌疑がバッキーにかかった際に、スティーブ、サム、ティ・チャラ、GSG-9がバッキーの捕縛を巡り、市内で激しい追跡戦を繰り広げる。

#### ロシア
シベリア基地
シベリアの雪原に構えられた、ヒドラの秘密地下施設。

#### ナイジェリア
ラゴス
物語冒頭の舞台となったアフリカ大陸最大の都市。ラムロウの身柄確保と生物兵器奪取を巡ってラムロウ率いる武装集団とアベンジャーズによる追撃・争奪戦が市内で繰り広げられ、その結果アベンジャーズが生物兵器の確保に成功したものの、身柄を抑えられたラムロウの自爆攻撃とそれを阻止しようしたワンダの超能力行使のミスにより、戦地付近にいた市民数名とワカンダの親善使節団が犠牲となってしまう。
感染症研究所（Institute for Infectious Diseases）
ラゴス市内に存在する研究施設。施設自体は3階建のビルで、生物兵器を保管していたが、ラムロウ率いる武装集団の襲撃を受け、アベンジャーズとの戦場となり、その最中に生物兵器はラムロウに奪取されてしまう。

#### ワカンダ
アフリカに位置する、ティ・チャラやティ・チャカの母国。本作の時点では、希少な超金属“ヴィブラニウム”の産出国であるということ以外にその全容は不明だが、本作のエンドクレジット後にスティーブに連れられたバッキーが亡命し、本国の冷凍睡眠装置にその身を委ねる。
※ 詳細はこちらを参照のこと

#### 大西洋
ラフト刑務所
海中に位置する刑務所として機能する潜水艇。物語の後半で、ここにサム、クリント、ワンダ、スコットが収監される。

## 製作

### 企画
2014年3月、ルッソ兄弟はキャプテン・アメリカの実写映画化第2作『ウィンター・ソルジャー』より引き続き、クリス・エヴァンス主演、ケヴィン・ファイギ製作、クリストファー・マルクスおよびスティーヴン・マクフィーリーによる脚本のもと本作の監督を務めることを明らかにした。マルクスとマクフィーリーは2013年の後半以来、兄弟が2014年2月に映画の製作を始めたのと同時に脚本の執筆にとりかかっており、ルッソ兄弟の監督としての再起用は、『ウィンター・ソルジャー』の本上映より3か月前に行われた試写会の後、マーベルより決定が下されていた。
2014年4月、ジョー・ルッソはインタビューで『ウィンター・ソルジャー』からのストーリーの続きについて「この映画(『ウィンター・ソルジャー』)のいいところは、2つのパートに分かれていることだ。ウィンター・ソルジャーの旅はまだ終わったわけではない。次回作は必然的に、その旅の終わりについて描いたものになるだろうね」と述べた。またマーベルは、本作のアメリカでの公開日を2016年5月6日と発表。前作で撮影監督を務めたトレント・オパロックも引き続き本作に携わることを発表している。2014年7月、マルクスとマクフィーリーは2015年4月に本撮影を開始する予定に合わせ脚本の草稿を執筆している途中であることを明かし、同年8月には本作品を、「『ファースト・アベンジャー』と『ウィンター・ソルジャー』が混ざり合ったもの」にするつもりだと述べた。ルッソ兄弟も本作品を"サイコスリラー"と位置付けており、『セブン』や『ファーゴ』、『ゴッドファーザー』といった作品に加え、西部劇やブライアン・デ・パルマの映画から影響を受けたと述べている。

### プリプロダクション
2014年10月、ロバート・ダウニー・Jr.が本作でトニー・スタークを演じるための最終交渉に入り、本作の元となった漫画『シビル・ウォー』のストーリーラインに合わせるべくキャストに加えられた。同月末、セバスチャン・スタンが前作に引き続きバッキー・バーンズ役で出演することが明らかとなり、本作の正式な題名がCaptain America: Civil Warに決定された。また、チャドウィック・ボーズマンがブラック・パンサーに扮するキャラクター・ティチャラとして出演することが発表された。プロデューサーのファイギは本作品を、マーベル・シネマティック・ユニバース（以下MCU）におけるフェーズ3の最初の映画であると位置づけた。
2014年11月、アンソニー・マッキーとフランク・グリロが前作に引き続き、それぞれサム・ウィルソン、ブラック・ラムロウとして出演することとなり、ダニエル・ブリュールが新たにキャストとして加えられた。加えて、同月24日に発生したソニー・ピクチャーズ・エンタテインメントへのハッキング事件により流出したメールの中に、マーベルが本作品にスパイダーマン（ソニー・ピクチャーズが映画化権を保有している）を登場させる要望が記されたメールがあったことが明らかとなった。この交渉は当初決裂したものと思われていたが、2015年2月に両社がMCUの映画においてスパイダーマンのキャラクターを使用するライセンス契約を結んだことにより、スパイダーマンが本作品に登場することが決定された。ルッソ兄弟はこれに関し、本作品にスパイダーマンを登場させるために数か月間ロビー活動をしていたことを明かした。
2015年1月にはスカーレット・ヨハンソンが前作に引き続きナターシャ・ロマノフ役を演じることが明かされ、『ウィンター・ソルジャー』で編集を務めたジェフリー・フォードも本作に携わる契約に署名した。2015年3月、ジェレミー・レナーが再びクリント・バートン役で出演することが決まった。4月には本作が3D変換で製作されること、そしてブリュールがヘルムート・ジモ役を演じることが明らかとなった。さらに、『アベンジャーズ/エイジ・オブ・ウルトロン』に出演していたエリザベス・オルセンもワンダ・マキシモフ役で本作に出演することが決定された。

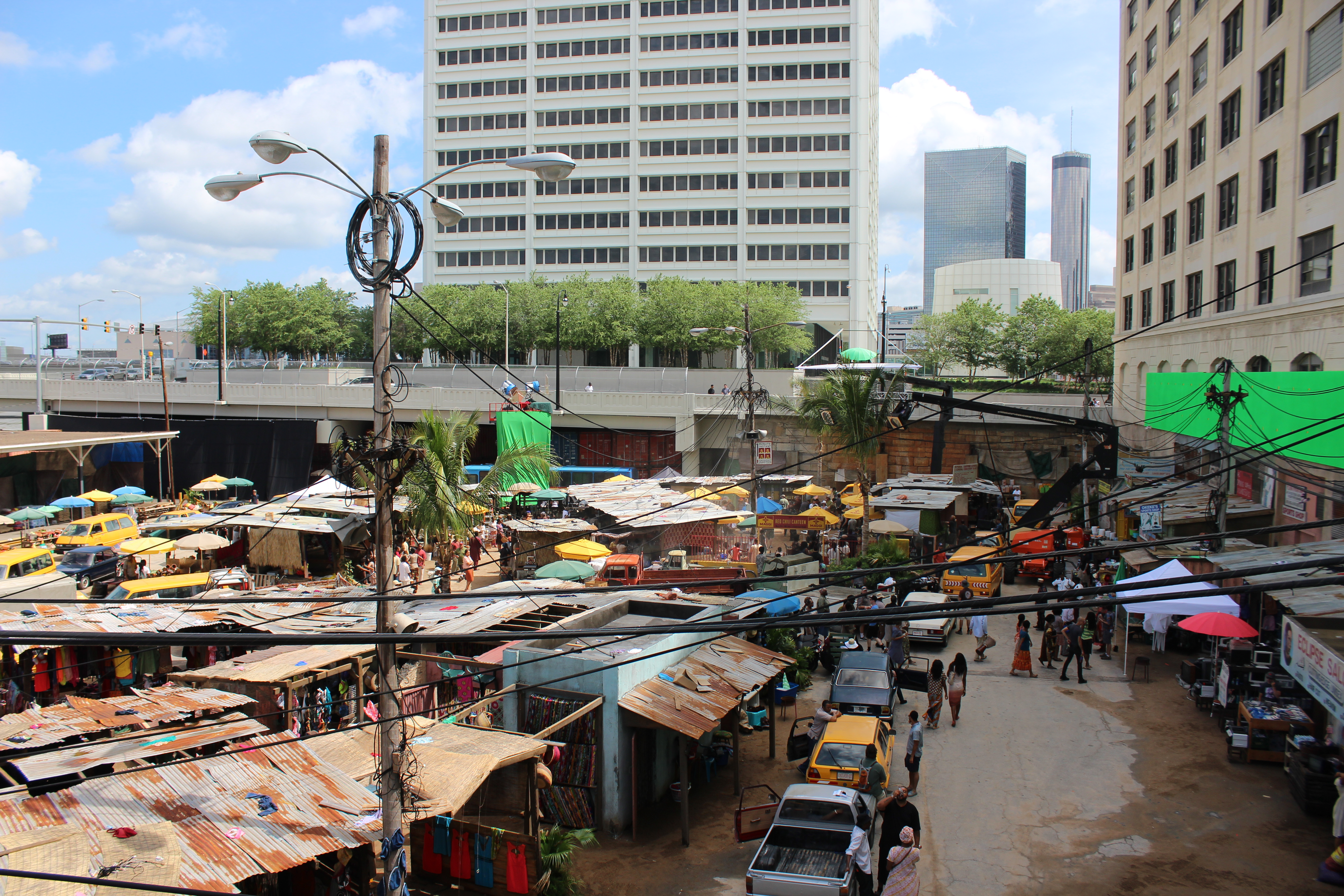
アトランタ・ダウンタウン地区に組まれた『シビル・ウォー/キャプテン・アメリカ』の舞台セット

### 撮影
本作の撮影は2015年4月27日、ジョージア州ファイエットにあるパインウッド・アトランタ・スタジオにて開始された（撮影時の題名は「スプートニク」）。加えて、アトランタ都市圏のバックヘッド、ミッドタウン、ダウンタウンの3地区とノークロス市（グイネット郡）、およびポルシェの北米本社（劇中ではアベンジャーズの本部ビルとして使用されている）にてロケーション撮影が行われた他、ドイツ・プエルトリコ・アイスランドにて追加のロケーション撮影が行われた。また、本作ではIMAXとARRIの提携によるデジタル2Dカメラが、ドイツのライプツィヒ・ハレ空港での約15分にも及ぶ戦闘シーンの撮影で使用されている。
5月上旬、マーベルはマーティン・フリーマンが詳細不明の役で出演することを発表した。この間、『アベンジャーズ/エイジ・オブ・ウルトロン』に出演したヴィジョン役のポール・ベタニーおよびローディー役のドン・チードル、『ウィンター・ソルジャー』に出演したシャロン・カーター役のエミリー・ヴァンキャンプ、『アントマン』に出演したスコット・ラング役のポール・ラッド、『インクレディブル・ハルク』に出演したロス将軍役のウィリアム・ハートが、それぞれ同一の役で本作品に続投させることが決定されていた。余談として、『キャプテン・アメリカ』映画シリーズ前2作や『アベンジャーズ』前2作に出演していたニック・フューリー役のサミュエル・L・ジャクソンはIGNのインタビューで、本作での彼の出番がないことをルッソ兄弟から知らされ「驚いた」と語っている。製作総指揮のネイト・ムーアはフューリーの不在について、「彼（フューリー）は『シビル・ウォー』のストーリーには一切関与していない」からだと述べた。
2015年5月30日、ルッソ兄弟はファイギともう一人のプロデューサーであるエイミー・パスカルと共に、スパイダーマンに扮するピーター・パーカーの役を演じる俳優を決めるスクリーンテストをアトランタで行った。ルッソ兄弟らは1500人の中からオーディションで選ばれた最終候補者の6人にロバート・ダウニー・Jrを相手役とした演技テストを行い、最終オーディションではクリス・エヴァンスを相手役とした演技テストを行った。その結果、19歳の新人であるイギリスの俳優トム・ホランドがピーター・パーカー役に選ばれた。ジョー・ルッソは「僕らは配役に関してかなり主張した」と述べており、ダンスと新体操で培われたホランドの身体性を高く評価していた。また、ルッソ兄弟は「過去の『スパイダーマン』実写作品で演じられていた時と区別する」ために、ピーター・パーカーの年齢をホランドの実年齢に合わせて若く設定している。マーベルは当初、契約の守秘義務によりこのことを公表していなかったが、2015年7月に脚本家のジョナサン・ゴールドスタインがホランドの出演を明らかにした。
6月下旬には撮影の半分が終了し、8月上旬に残りの撮影がドイツで行われた（ロケの撮影地には上記のライプツィヒ・ハレ空港に加え、ベルリンのオリンピアシュタディオンが含まれている）。8月22日には全ての撮影が終了した。

### ポストプロダクション
2015年9月、これまでのMCU作品でハルクを演じていたマーク・ラファロは、当初本作の脚本ではハルクも登場することになっていたものの、『アベンジャーズ/エイジ・オブ・ウルトロン』の終盤でハルクがアベンジャーズから去っていった理由と居場所をマーベルが明らかにしなかったため、登場しないことになってしまったと語った。脚本担当のマルクスはこの理由について、原作コミックにはハルクが登場していないことと、早い段階でハルクを出すと戦いがすぐに終わってしまうからだと述べた。また、マルクスはインタビューで「どのキャラクターを出すかは、どんな戦いをさせたいかによるからね」と述べている 。11月、ジョー・ルッソは本作のテーマを"裏切り"とし、「とてもエモーショナルな作品」だと称した。
2016年1月にはいくつかの撮り直しが行われた。2月22日にはマーティン・フリーマンが登場するスチール写真が公開され、エヴェレット・ロス役を演じることが発表された。また、『アイアンマン』実写3部作にペッパー・ポッツ役で出演していたグウィネス・パルトロウも本作に続投で出演することが明らかになった。3月16日、ルッソ兄弟は本作の完成まであと1週間半かかることと合わせて、本編終了後のポストクレジット・シーン（おまけ映像）を2つか3つ加える予定だと明かした。

## 公開
2016年4月22日に本作品のワールドプレミアがドルビー・シアターにて行われ、27日に世界中で先行上映された（日本では2016年4月29日より上映）。アメリカでは5月6日にIMAXで上映される。

## 日本でのマーケティング
一般の公開は全米よりも早い4月29日であり、このような措置が取られたのは『アイアンマン3』以来である。日本でのキャッチコピーは「友情が、友情を引き裂く－」「"禁断の戦い"が始まる」となっている。ジャパンプレミアは、熊本地震の影響によりレッドカーペットは中止となったが、試写会は開催され、ゲストとしてファルコンの吹き替えを担当した溝端淳平が登壇した。
2016年4月6日に本作と漫画誌『週刊少年マガジン』（講談社）のコラボレーション企画として、同誌に連載されている『FAIRY TAIL』、『ダイヤのA』、『七つの大罪』の描き下ろしビジュアルが公開された。このビジュアルでは、アベンジャーズが2つの陣営に分かれ互いに戦うという本作の内容を基に、それぞれの作品に登場するキャラクターたちが2つの陣営に分かれて向き合う様が描かれている。このビジュアルを使用したポストカード（3作品のうち1つ）と2種類の本作のポスターカードがセットになった3枚組スペシャルポストカードセットが70万セット限定で用意された。

## 他のMCU作品とのタイ・イン
- 今作は『アベンジャーズ』『キャプテン・アメリカ/ウィンター・ソルジャー』『アベンジャーズ/エイジ・オブ・ウルトロン』の出来事が問題として取り上げられている。

- ヘルムート・ジモがヒドラの機密情報に詳しい理由については、『キャプテン・アメリカ/ウィンター・ソルジャー』終盤にブラック・ウィドウことナターシャがS.H.I.E.L.D.とヒドラの情報をネット上に流出させたことが遠因であると、作中でジモ本人に語られている。

- 今作は『インクレディブル・ハルク』からのキャラクターであるサディアス・“サンダーボルト”・ロスが、国務長官として初めて他MCU作品に登場した。

- 『インクレディブル・ハルク』に登場するスターク・インダストリーズ社製の音波砲の小型版が、ウォーマシンMk-3の搭載兵器として登場する。

- アイアンマン陣営のメンバーであるブラックパンサーとスパイダーマンは、単独映画より先駆けて登場している。また、スタッフロール中盤と終了後に流れる2つのおまけ映像は、フェイズ3において、ブラックパンサーとスパイダーマンの単独映画が控えていることを示唆している。

- キャプテン・アメリカ陣営のメンバーであるホークアイとアントマンのその後については、『アベンジャーズ/インフィニティ・ウォー』の1シーンにて、ナターシャとスティーブによって語られた。

## 今後の展開
プロデューサーのファイギによれば、本作品は『キャプテン・アメリカ』実写3部作の完結作であるとされている。同時に、クリス・エヴァンスがマーベルと出演契約を交わした映画の中では最後の『キャプテン・アメリカ』実写作品であり、エヴァンスは2015年9月に、アベンジャーズ実写映画の次回作である『アベンジャーズ/インフィニティ・ウォー』以降の出演まで契約を延長することを受け入れたとコメントした。

## テレビ放映
| 回数 | 放送局     | 放送枠             | 放送日        | 放送時間    | 放送分数 | 吹替版     | 平均世帯 視聴率 | 備考         |
| ---- | ---------- | ------------------ | ------------- | ----------- | -------- | ---------- | --------------- | ------------ |
| 1    | テレビ東京 | 午後のロードショー | 2025年2月12日 | 13:40-15:40 | 120分    | 劇場公開版 |                 | 地上波初放送 |

- 地上波放送・関東地区のみ記載。
- 視聴率はビデオリサーチ調べ。関東地区でのデータ。